# هاري إدواردز (أستاذ جامعي)
هاري إدواردز (بالإنجليزية: Harry Edwards)‏ هو عالم اجتماع أمريكي، ولد في 22 نوفمبر 1942 في سانت لويس الشرقية ‏ في الولايات المتحدة.

## وصلات خارجية
- هاري إدواردز على موقع IMDb (الإنجليزية)
- هاري إدواردز على موقع قاعدة بيانات الفيلم (الإنجليزية)